# Mo i Rana
Mo i Rana es una localidad ubicada justo al sur del círculo polar ártico en el municipio de Rana en la provincia de Nordland, Noruega. Posee una población de 28 592 habitantes (estimación del 1 de enero de 2014).
Desde finales de la Segunda Guerra Mundial hasta comienzos de la década de 1990 Mo i Rana, era muy dependiente de la industria pesada, lo que se manifestaba en la fundición de acero que estaba radicada en ella. Al declinar la industria pesada, se han establecido en la localidad varias industrias relacionadas con el sector servicios. La ciudad se encuentra sobre la línea férrea Nordlandsbanen, y está próxima al Aeropuerto de Mo i Rana-Røssvoll. La Biblioteca Nacional de Noruega se encuentra ubicada en Mo i Rana.

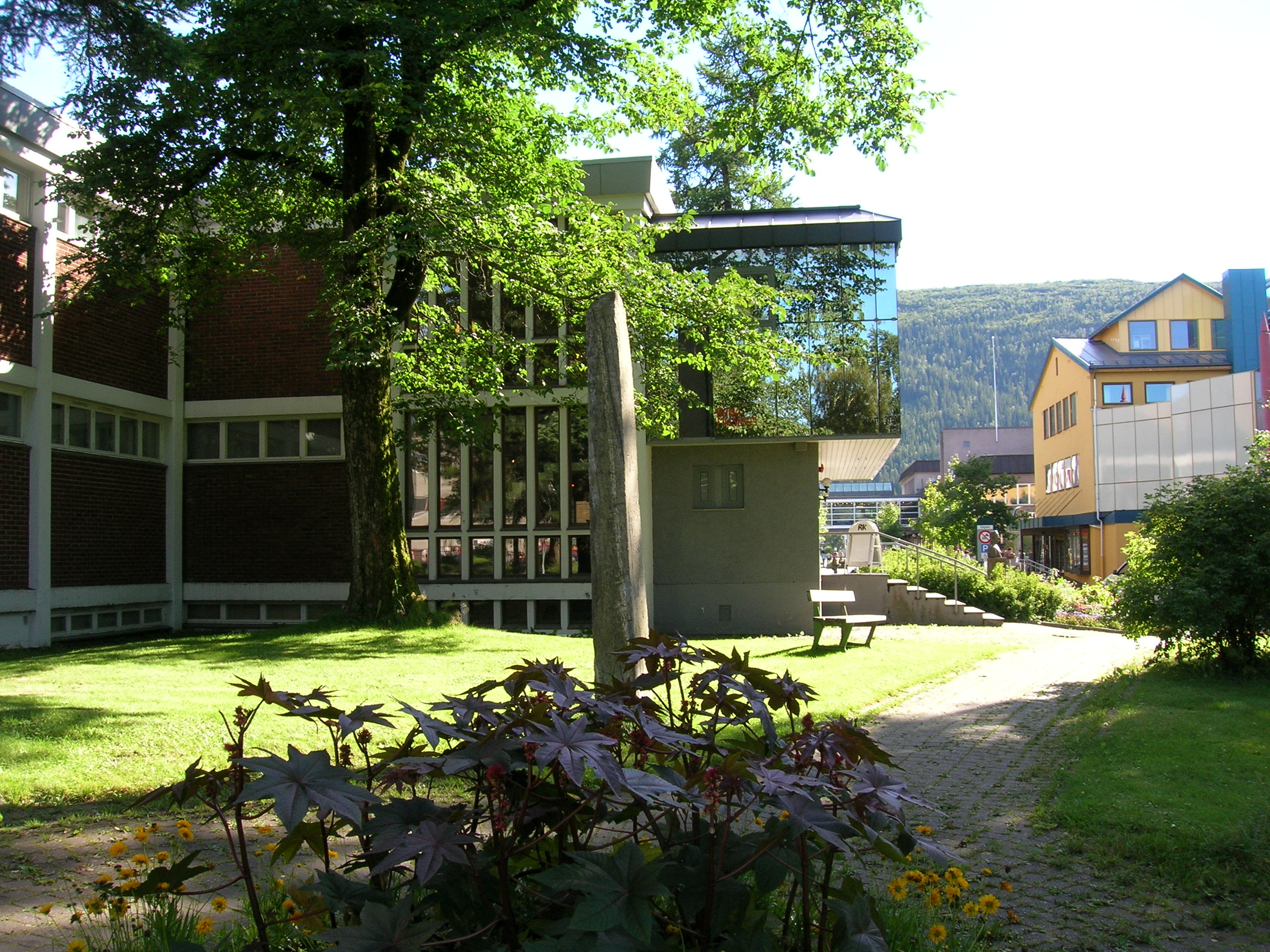
Museo Rana, departamento de historia de la cultura.

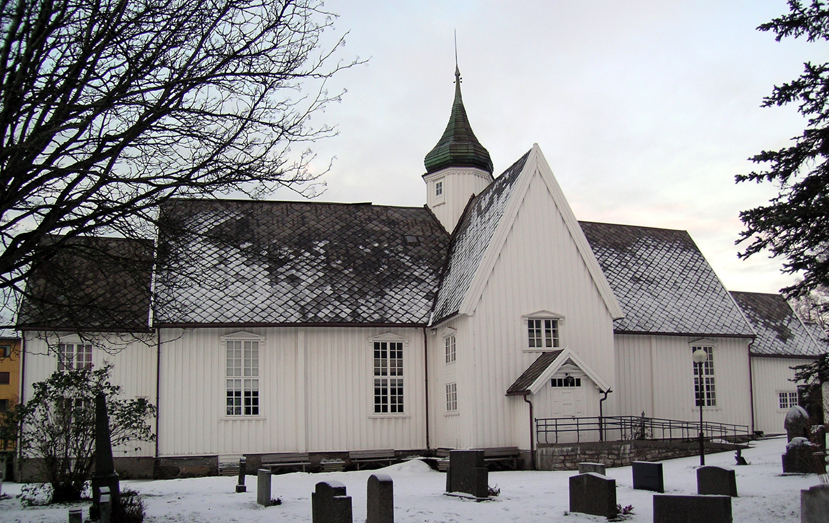
Iglesia en Mo.

Mo i Rana se encuentra en un extremo del Ranfjord, justo en el lado sur de las montañas Saltfjellet con el glaciar Svartisen, que es el segundo glaciar de Noruega por su tamaño. El río Ranelva desemboca en el Ranfjord en Mo i Rana. Rana y Saltfjellet son famosos por el gran número de cuevas que poseen. Las temperaturas promedio son de -6 °C en enero y 13 °C en julio, con una precipitación anual de unos 1400 mm.[cita requerida] La fundición de hierro y fábrica de acero de Jernverket utiliza más potencia que todo el municipio de Oslo.[cita requerida]